# Kulan i luften
För skulpturen med samma namn, se Kulan i luften (skulptur).
Kulan i luften var ett direktsänt radioprogram som sändes i Sveriges Radio P3 på fredagskvällar under perioden 9 september 1985-28 september 1990. 
Programledare var Gunnar "Kulan" Kugelberg. Kulan i luften var i grunden ett musikprogram, med större betoning på funkig rock än Clabbe af Geijerstams Rakt över disc. 
En stor del av programmets form byggde på Kugelbergs dialog med lösryckta fragment från svenska talskivor och andra korta samplingar. Kugelberg kunde exempelvis få bli måltavla för kapten Haddocks svordomsharanger eller diskutera med repliker från sketcher med Martin Ljung och Stig Grybe. De hundratals ljudklippen mixades också ofta in i musiken, till exempel de typiska revolverskotten, Jerry Williams rock'n'roll-vrål och Janne Långbens klassiska tjoanden i skidbacken. Ljudtekniker var oftast Bosse "Skogis" Skoglund och Anders "Nutte" Lagervall.

### Fotnoter
1. ↑  ”Svensk mediedatabas”. http://smdb.kb.se/catalog/search?q=%22Kulan+i+luften%22+typ%3Aradio&sort=OLDEST. Läst 18 april 2011.